# Jennifer Fox
Jennifer Fox (* 20. Jahrhundert) ist eine US-amerikanische Filmproduzentin. Von 2001 bis 2007 war Fox Präsidentin der Produktionsfirma Section Eight, davor war sie Vizepräsidentin der Produktionsabteilung bei Universal Pictures. Fox wurde 2008 für einen Oscar nominiert.

## Leben
Während Jennifer Fox die Universität von New York City besuchte, arbeitete sie zeitgleich als Leserin von Filmstoffen für mehrere in New York beheimatete Produktionsfirmen, darunter auch American Playhouse. 1997 wurde sie zur Chefin der Universal-Entwicklungsabteilung berufen, zwei Jahre darauf rückte sie zur Vizepräsidenten der Firma auf und betreute in dieser Funktion die Filmherstellung. Einer der ersten unter ihrer Führung entstandenen Filme war das 1999 von Steven Soderbergh verfilmte Umweltschutzdrama Erin Brockovich mit Julia Roberts in der Titelrolle, die für ihre Darstellung einen Oscar erhielt.
Im Jahr 2004 trat Fox erstmals als Herstellungsleiterin (executive producer) mit dem Kriminalfilm Gauner unter sich (Criminal) in Erscheinung, in dem John C. Reilly, Diego Luna und Maggie Gyllenhaal die Hauptrollen spielten. Daran schloss sich 2005 das Mysterydrama The Jacket mit Adrien Brody und Keira Knightley an. Im selben Jahr war sie außerdem an den Filmdramen Good Night, and Good Luck. und Syriana von und mit George Clooney beteiligt und zum Jahresende an der romantischen Komödie von Rob Reiner Wo die Liebe hinfällt … mit Jennifer Aniston.
In Fox Amtszeit bei Section Eight fallen auch die Produktionen Ocean’s Eleven, Safecrackers oder Diebe haben’s schwer (Welcome to Collinwood) Voll Frontal (Full Frontal), Dem Himmel so fern (Far From Heaven), Insomnia – Schlaflos, Geständnisse – Confessions of a Dangerous Mind, Ocean’s 12 (Ocean’s Twelve), The Good German – In den Ruinen von Berlin, und Ocean’s 13 (Ocean’s Thirteen). Section Eight war eine von Steven Soderbergh und George Clooney gegründete Produktionsfirma. Des Weiteren war sie in dieser Zeit an der Filmkomödie Out of Sight von Soderbergh mit George Clooney und Jennifer Lopez beteiligt.
Bei dem Gerichtsfilm Michael Clayton (2007) war Fox 2008 zusammen mit George Clooney, Kerry Orent, Sydney Pollack, Steve Samuels und Steven Soderbergh für dessen Produktion verantwortlich. Fox, Pollack und Orent wurden in der Kategorie „Bester Film“ für einen Oscar nominiert, der jedoch an Scott Rudin und Ethan und Joel Coen und die Literaturverfilmung No Country for Old Men ging.
Im Jahr 2009 produzierte Fox den romantischen Thriller Duplicity – Gemeinsame Geheimsache mit Julia Roberts in der Titelrolle sowie das Kriminaldrama Der Informant! von Steven Soderbergh mit Matt Damon. Auch das mehrfach ausgezeichnete Drama We Need to Talk About Kevin, in dem Tilda Swinton eine Mutter spielt, die darum kämpft, eine Beziehung zu ihrem Kind aufzubauen, wurde von Fox produziert. Im Jahr 2012 arbeitete sie erneut mit Tony Gilroy zusammen (wie schon in Michael Clayton und Duplicity), diesmal am vierten Teil der Bourne-Filmreihe Das Bourne Vermächtnis. In dem 2014 entstandenen Thriller Nightcrawler – Jede Nacht hat ihren Preis arbeitete Fox mit Dan Gilroy zusammen, der sein Regiedebüt mit diesem Film gab, in dem Jake Gyllenhaal und Rene Russo die Hauptrollen spielen.

## Filmografie (Auswahl)
- 2004: Gauner unter sich (Criminal)
- 2005: The Jacket
- 2005: Good Night, and Good Luck.
- 2005: Syriana
- 2005: Wo die Liebe hinfällt … (Rumor Has It…)
- 2006: Cowboys, Indians, & Lawyers (Fernseh-Dokumentarfilm)
- 2006: A Scanner Darkly – Der dunkle Schirm (A Scanner Darkly)
- 2006: The Half Life of Timofey Berezin
- 2007: Michael Clayton
- 2009: Duplicity – Gemeinsame Geheimsache (Duplicity)
- 2009: Der Informant! (The Informant)
- 2011: We Need to Talk About Kevin
- 2012: Das Bourne Vermächtnis (The Bourne Legacy)
- 2014: Nightcrawler – Jede Nacht hat ihren Preis (Nightcrawler)
- 2017: Roman J. Israel, Esq. – Die Wahrheit und nichts als die Wahrheit (Roman J. Israel, Esq.)
- 2019: The Report
- 2019: Die Kunst des toten Mannes (Velvet Buzzsaw)
- 2021: The Last Duel
- 2023: Magazine Dreams

## Auszeichnungen (Auswahl)
- 2008: Oscarnominierung in der Kategorie „Bester Film“ mit dem Thriller Michael Clayton
  - zusammen mit Sydney Pollack und Kerry Orent
- 2008: AFI Award, Siegerin in der Kategorie „Film des Jahres“ mit Michael Clayton
  - zusammen mit Sydney Pollack, Steve Samuels und Kerry Orent
- 2008: PGA-Award-Nominierung in der Kategorie „Herausragender Produzent von Kinofilmen“ mit Michael Clayton
  - zusammen mit Kerry Orent und Sydney Pollack
- 2012: BAFTA-Award-Nominierung in der Kategorie „Alexander Korda Award für den besten britischen Film“ mit dem Drama We Need to Talk About Kevin
  - zusammen mit Lynne Ramsay, Luc Roeg, Robert Salerno, Rory Stewart Kinnear
- 2012: AACTA Award, nominiert in der Kategorie „Bester Film“ mit We Need to Talk About Kevin,
  - zusammen mit Luc Roeg und Robert Salerno
- 2014: ACCA (Awards Circuit Community Awards), nominiert in der Kategorie „Bester Film“ Nightcrawler – Jede Nacht hat ihren Preis
  - zusammen mit Tony Gilroy, Jake Gyllenhaal, David Lancaster, Michel Litvak
- 2014: Gotham Award, nominiert in der Kategorie Publikumspreis mit Nightcrawler – Jede Nacht hat ihren Preis
  - zusammen mit Dan Gilroy, David Lancaster, Jake Gyllenhaal, Michel Litvak und Tony Gilroy
- 2015: AFI Award, Siegerin in der Kategorie „Film des Jahres“ mit dem Thriller Nightcrawler – Jede Nacht hat ihren Preis
  - zusammen mit Michel Litvak, Jake Gyllenhaal, David Lancaster, Tony Gilroy
- 2015: Independent Spirit Award, Siegerin in der Kategorie Bester Erstlingsfilm mit Nightcrawler – Jede Nacht hat ihren Preis
  - zusammen mit Dan Gilroy, Tony Gilroy, Jake Gyllenhaal, David Lancaster, Michael Litvak
- 2015: OFTA Film Award (Online Film & Television Association), nominiert in der Kategorie „Bester Film“ mit Nightcrawler – Jede Nacht hat ihren Preis
  - zusammen mit Tony Gilroy, Michel Litvak, Jake Gyllenhaal und David Lancaster
- 2015: PGA Award, nominiert in der Kategorie „Herausragender Produzent von Kinofilmen“ mit  Nightcrawler – Jede Nacht hat ihren Preis
  - zusammen mit Tony Gilroy